# Arbeitsschiff

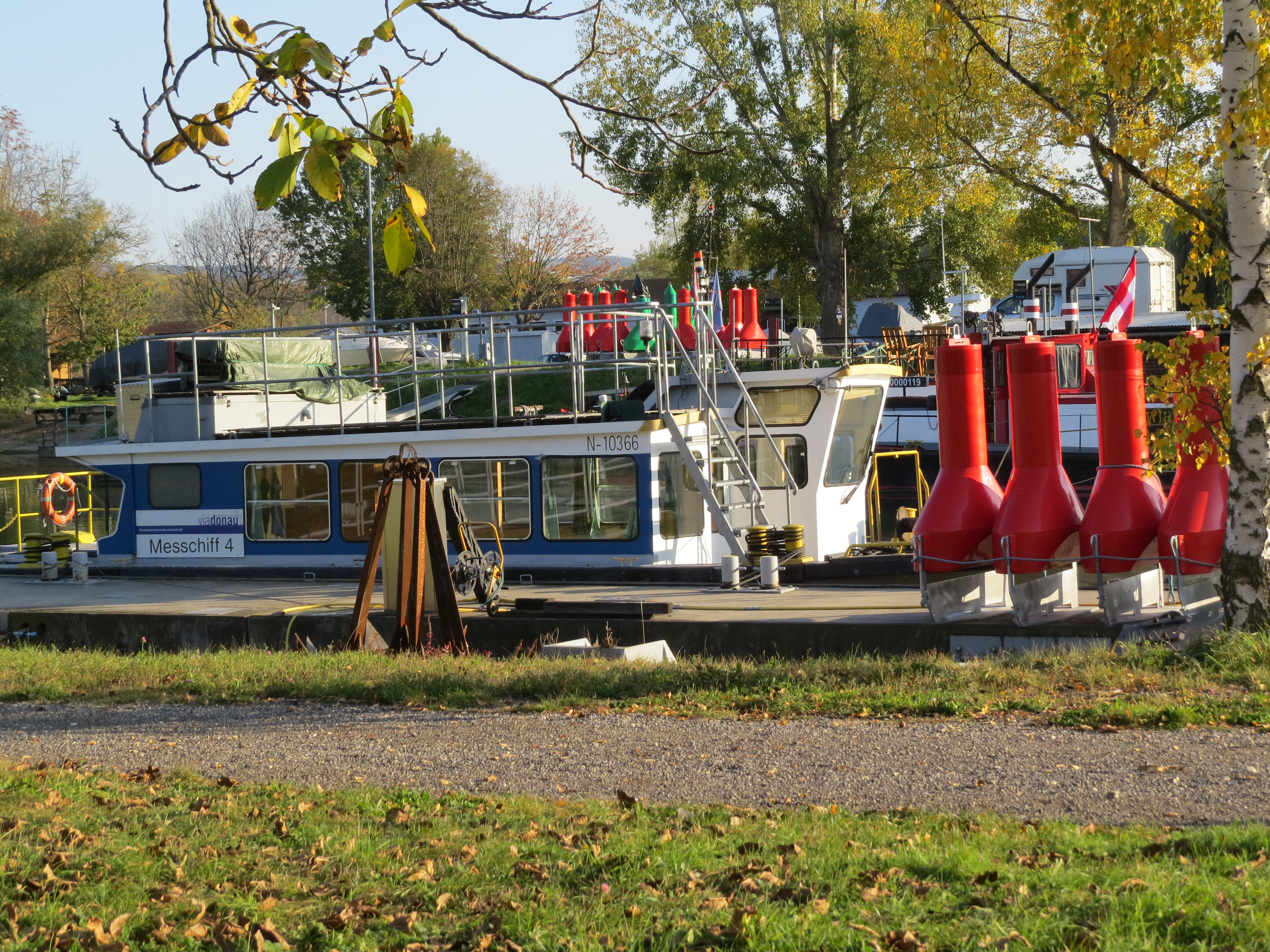
Messschiff 4, Vermessungsschiff auf der Donau

Ein Arbeitsschiff ist ein Schiffstyp, dessen Zweck primär die Verrichtung von Arbeiten auf dem Wasser oder vom Wasser aus ist. Arbeitsschiffe dienen daher primär nicht dem Transport. Ausnahme sind Baggerschuten, in denen das ausgebaggerte Gut zur Verklappung transportiert wird. Baggerschuten können den Boden wegklappen, sodass das Baggergut verklappt werden (zu Boden sinken) kann.
Bei Arbeitsschiffen kann es sich zum Beispiel um Schwimmkrane, Baggerschiffe, Feuerschiffe, Lotsenboote, Tender, Forschungsschiffe, Bohrschiffe, Tonnenleger, Kabelleger, Rohrleger, Offshore-Versorger wie Ankerziehschlepper oder spezielle Serviceschiffe für Offshore-Anlagen (Service Operation Vessel), Eisbrecher oder Vermessungsschiffe handeln. Sie sind in der Regel besonders gekennzeichnet (Lichter- und Flaggenführung), um die Schifffahrt zu informieren.
Das derzeit größte Arbeitsschiff der Welt ist die Pioneering Spirit, die mit einer Bruttoraumzahl von 403.342 vermessen wurde und zur Installation bzw. Demontage von sehr großen Bauteilen in der Offshore-Industrie dient.

## Tiefsee-/Hochsee-Arbeitsschiff

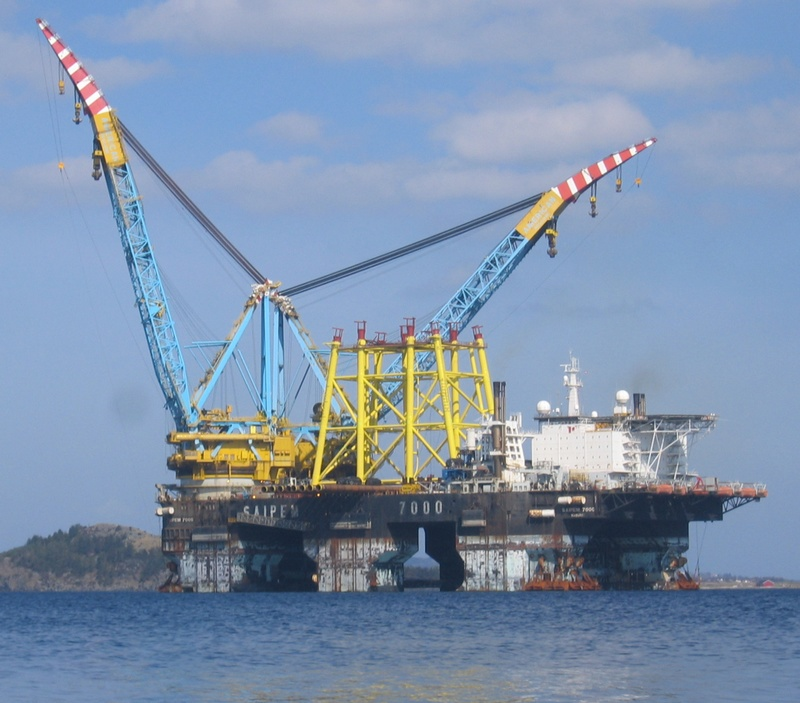
Die Saipem 7000, ein Tiefsee-Arbeitsschiff vor der Küste von Norwegen

Eine besondere Kategorie von Arbeitsschiffen sind die Tiefsee-Arbeitsschiffe (englisch Deepwater Construction Vessels, kurz DCV), die zur Errichtung oder Demontage von Offshorebauwerken oder dem Verlegen von Pipelines eingesetzt werden. Sie sind meist mit spezieller Ausrüstung ausgestattet, etwa mit einem oder mehreren großen Kränen (am Beispiel der Thialf mit einer Hubfähigkeit im Tandemhub von über 14.000 Tonnen), einem J-Lay- oder S-Lay-Turm zum Legen einer Pipeline oder auch Tauchrobotern, sogenannten Remotely Operated Vehicles (ROVs).